# Etopedie
Etopedie je speciálněpedagogická disciplína, která se zabývá rozvojem, výchovou a vzděláváním dětí, mládeže a dospělých, kteří mají poruchu emocí a chování.
Pojem porucha emocí a chování je výrazem pro postižení, kdy se chování a emocionální reakce žáka liší od odpovídajících věkových, kulturních nebo etnických norem a mají nepříznivý vliv na školní výkon včetně jeho akademických, sociálních, předprofesních a osobnostních dovedností.

## Příčiny
- defektivní až patologický výchovný typ rodičů (nejednotnost, nedůslednost, perfekcionismus, deprivující, rodiče neurotici, psychopati, alkoholici a delikventi)
- genetická zátěž
- zdravotní postižení a omezení (např. senzorická deprivace v důsledku smyslových vad, sociální deprivace v důsledku ztížené schopnosti začlenění do vrstevnické skupiny, atp.)

## Rozvoj dítěte
Optimální rozvoj dítěte souvisí
- s plánovaným rodičovstvím
- s kvalitou rodinných podmínek
- s počtem dětí v rodině
- se složením rodiny
- se sousedskými vztahy
- s nepříjemnými zážitky, zkušenostmi a příklady
- s deklarovanými a žitými normami ve vrstevnické skupině dítěte

### Poruchy chování
- Disociální chování – mírné odchylky od normy, stav se dá znormalizovat důslednou výchovou. S ním úzce souvisejí i následující zautomatizované činnosti:
  - Zlozvyky se chápou jako nežádoucí návyky. Jsou to takové projevy chování, které vznikají na základě opakované činnosti – např.: kousání nehtů, trhání vlasů, dumlání prstů nebo předmětů apod. Objevují se nezáměrně, bezděčně, na základě určitého signálu. Vznikají jako následek chyby ve výchově, určité choroby, mimo jiné i při nadměrné zátěži či stresu.

- Asociální chování – závažnější odchylky, jenž však se stále pohybují v mezích právního zákona
- Antisociální chování – jednání nebezpečné pro společnost, jedná se o porušení právních či společenských norem

## Nejčastější projevy
1) Lhaní
- u předškolního věku (ve fantazii)
- pravá lež – situační (tj. např. rádoby zapomenutá žákovská knížka)
- účelová (nastává v té chvíli, kdy hřešící osoba pro svou potřebu uvede jiný důvod potřeby, než skutečně zamýšlí – taktika "peníze na školní výlet")

2) Podvádění – někdy složité lhaní a další nemorální chování (falšování)
3) Krádeže – je-li schopno rozlišit vlastnictví
- situační (lákavost, svod situací)

- ojediněle, jindy plánované, promyšlené (pomsta)
- substituční – věc je to náhražkou lásky, vyvolá pozornost
- kleptomanie – braní nesmyslných věcí, nutkání

4) Útěky z domova, toulání – poruchy citových vazeb k rodině či přímo v ní – konflikty
5) Agresivní a destruktivní projevy
- často reakce na agresi či odmítání dospělosti
- deprese, frustrace (hlavně citová)

podoby:
- verbální – nadávky, posměch
- vůči věcem – hračky, oděv, věci dospělých
- vůči zvířatům – týraní
- vůči dětem – šikana
- vůči sobě – sebepoškozování

Možné i kombinované, u dospívání – často skupinově – vandalismus (sprejerství)
6) Abnormity psychosexuálního chování – vliv – patologický vzor, svedení, tlak party, zneužití, promiskuita, prostituce, pedofilie, sadismus

## Neurózy
Funkční psychická porucha – rozmanité projevy:
a) tělesné – bolesti břicha, hlavy, zvracení, pomočování, obstipace
b) psychické – fóbie, obsese ( nutkavé myšlenky), kompulze (nutkavé chování – 30x si umyje ruce )
c) obojí
Příčiny neuróz:
a) dispozice – temperament, typ osobnosti, dosavadní zkušenosti, vývojová úroveň, nemoci, nesprávný typ výchovy, kritické vývojové fáze (období negativismu)
b) činitelé vyvolávající – konflikty, frustrace, psychická traumata, neúměrné požadavky
Projevy + příčiny
V kojeneckém věku – necitelná matka (přehnaně úzkostlivá). Projevy : poruchy příjmu potravy, poruchy usínání, zvýšená plačtivost
V batolecím věku – nepřiměřený negativismus, afekty, vyprazdňování, koktavost, fóbie, neurotické dumlání prstů, manipulace s genitálem, vytrhávání si vlásků, kousání nehtů
V předškolním věku – enuréza, enkopréza ( neudržení stolice ), obstipace, noční můry a děsy, bolesti břicha, bolesti hlavy
Školní věk – již zmíněné zvracení, tiky, nutkavé pokašlávání, školní fóbie, neurotické deprese ( může končit i sebevraždou ), zvýšená únava, hysterie
– děti s neurózou potřebují psychologa, psychiatra – někdy u dětí, kde problém je v rodině je nutná práce i s rodinou

## Reaktivní stavy dětí
Odezva na mimořádně silný až šokující zážitek → zlostný afekt, agrese, destrukce, nebo naopak stupor (úplné ztuhnutí), akinese (nehybnost), hluboký regres v chování (např. dítě dobře mluvilo → špatně mluví, návrat do nižšího stupně vývoje) – někdy lze předejít přípravou např. preventivním pobytem v sociálně-pedagogických zařízeních či zařízeních psychiatrických.
Delikvence
- činnost porušující zákony, normy
- chování protispolečenské, kriminalita
- dětský: do 15 let, juvenilní: 15–18 let
- velmi silný vliv party, agrese, prostituce, drogy, krádeže
- silné morální narušení
- delikvencí dětí a mládeže se zabývají etopedi ve spolupráci s psychology, s lékaři, s právníky, se sociálními pracovníky a podle potřeby s dalšími pracovníky

Převýchovná péče
- Léčebná – psychiatrická léčebna, léčebna závislých
- Sociální – soc. pracovníci, kurátoři, streetworkers, terapeut, komunita, centrum soc. prevence

Ústavní výchova – nařizuje soud – má preventivní charakter – dětské domovy
Ochranná výchova – ve výchovných ústavech (soud) – speciální výchovná zařízení
a) Diagnostický ústav – vyšetření – pedagog – diagnóza – sociální, zdravotní – 6 až 8 týdnů pobytu
b) dále dětské domovy se školou (DDŠ), výchovné ústavy
Prevence – v etopedii velmi důležitá
a) primární – zaměřená na všechny lidi
b) sekundární – zaměřuje se na práci s jedinci, u kterých se již problémy vyskytly, je zaměřená na odstranění problémových projevů
c) tericiární – mírnění škod (angl. harm reduction), zaměřuje se na omezení negativních důsledků poruchy
– prevencí se zabývají střediska výchovné péče pro děti a mládež ( všechny typy )
– krizová, azylová centra ( sekundární, terciární )
- ambulantní, internátní část

– primární prevence – osvěta veřejnosti, poradny pro rodiče, učitelé, veřejnost
– terciární prevence – pomoc při resocializaci, práce v terénu – streetworkers
– alternativní projekty ( farmy )
– terapie – individuální (léčí se sám)
– skupinová (víc lidí s problémem)
– rodinná
– v prevenci etopedických problémů musí být zapojena: rodina, škola, mimoškolní činnost, společnost.